# Liparetrus minor
Liparetrus minor är en skalbaggsart som beskrevs av Blackburn 1905. Liparetrus minor ingår i släktet Liparetrus och familjen Melolonthidae. Inga underarter finns listade i Catalogue of Life.